# Sven Friberg
Sven Richard Friberg (ur. 2 lipca 1895 w Lysekilu, zm. 26 maja 1964 w Göteborgu) – szwedzki piłkarz grający na pozycji pomocnika. W swojej karierze rozegrał 41 meczów w reprezentacji Szwecji.

## Kariera klubowa
Swoją karierę piłkarską Friberg spędził w klubie Örgryte IS z Göteborga, w którym zadebiutował w lidze szwedzkiej w sezonie 1914/1915. W sezonie 1925/1926 wywalczył z nim tytuł mistrza Szwecji. W latach 1921 i 1924 zdobył z Örgryte dwa Puchary Szwecji. W 1929 roku zakończył karierę.

## Kariera reprezentacyjna
W reprezentacji Szwecji Friberg zadebiutował 6 czerwca 1915 roku w przegranym 0:2 towarzyskim meczu z Danią, rozegranym w Kopenhadze. W 1924 roku zdobył ze Szwecją brązowy medal na igrzyskach olimpijskich w Paryżu. Od 1915 do 1928 roku rozegrał w kadrze narodowej 41 spotkań.